# Albert István (újságíró)
Albert István (Csíkszentmárton, 1893. október 11. – ?) magyar újságíró, novellista.

## Életútja
A csíkszeredai főgimnázium Tavasz című folyóiratának diákszerkesztője; 1913-ban tette le az érettségit, Marosvásárhelyen közigazgatási diplomát szerzett. A Csíki Lapok, Csíki Néplap belső munkatársa, cikkei, tudósításai jelentek meg a Szatmári Újság, Keleti Újság, Ellenzék, Erdélyi Lapok hasábjain; Kacsó Sándor székely népakcióit támogatva, társadalomrajzi jellegű riportokat közölt a Székelyföld falvairól. 1930-ban egy elbeszélésével  (Kászon gyöngye) első díjat nyert Nagyváradon, az Erdélyi Lapok pályázatán. 1945 után a Népi Egység, majd az Új Idő, Megyei Tükör, Hargita munkatársa.

## Írói álnevei
- Albert bácsi, Ego, Hegyháti, Igric, Leonidás, Nimród, dr., Plagizátor, Skrupulus, A.I., -t -n., Vaszari tövis